# Caso Mercy Brown
Il caso di Mercy L. Brown la vampira fu un presunto caso di vampirismo avvenuto nello Stato americano del Rhode Island (Stati Uniti d'America), nel 1892. È uno dei casi meglio documentati di  esumazione di un cadavere per eseguire un rituale e per bandire una manifestazione di un non morto. Il caso fu parte del più ampio panico sui vampiri del New England. Nella famiglia di George e Mary Brown di Exeter iniziarono a verificarsi diversi casi di tisi (tubercolosi). Quando anche Mercy si ammalò, amici e vicini credevano che ciò fosse dovuto all'influenza dei non morti. Furono effettuati vari atti di riparazione per cercare di scacciare i presunti spiriti dal corpo di Mercy e farla tornare in salute. Ma Mercy Brown morì nel gennaio del 1892 all'età di 19 anni.

## Storia

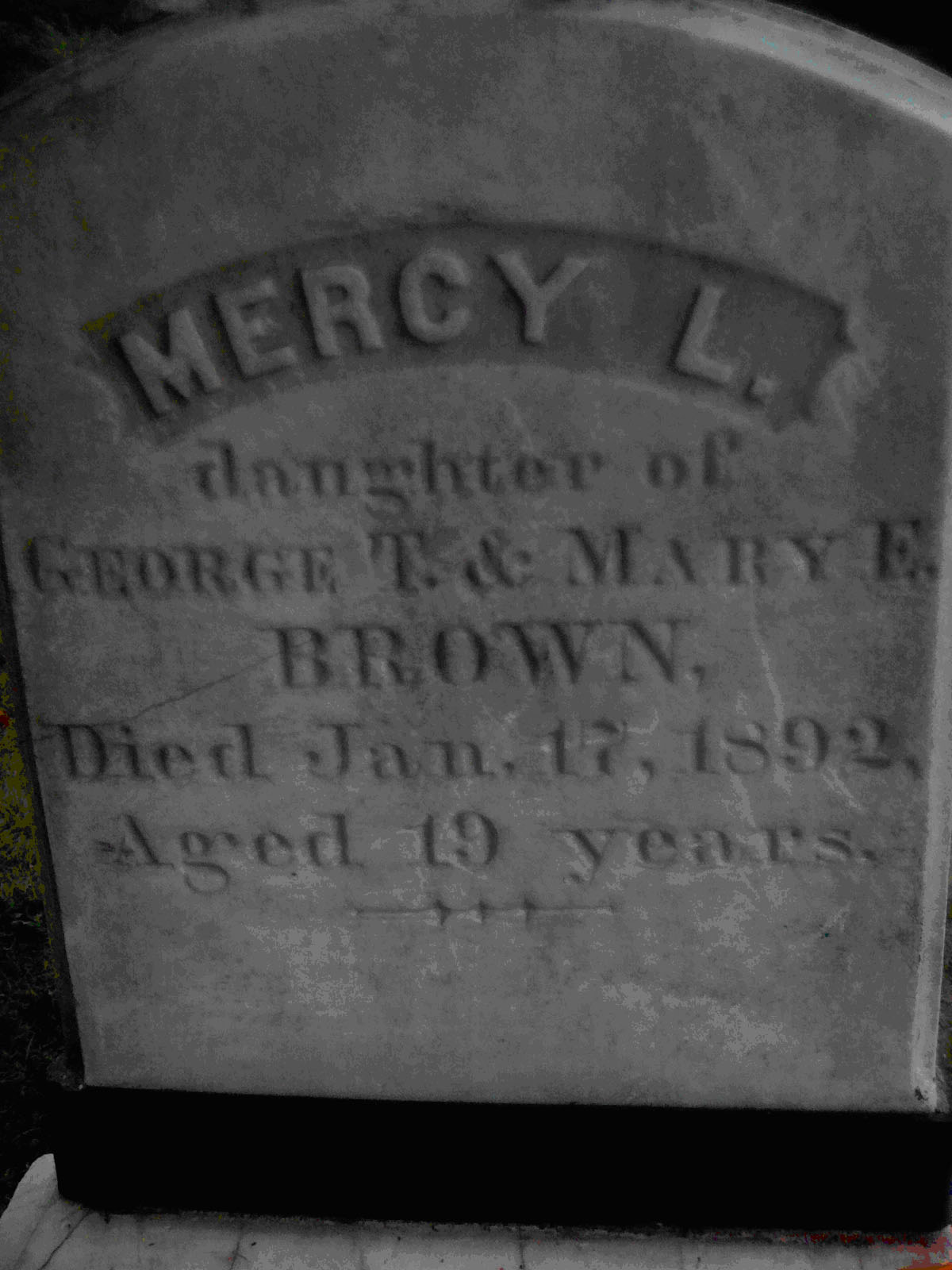
La lapide di Mercy Brown nel cimitero della Chiesa Battista di Exeter

Diversi membri della famiglia di George e Mary Brown iniziarono ad ammalarsi di tubercolosi negli ultimi due decenni del XIX secolo. La tubercolosi era allora chiamata "tisi" ed era una malattia devastante e molto temuta. La madre, Mary Eliza, fu la prima a morire per la malattia, seguita nel 1886 dalla figlia maggiore, Mary Olive. Quando nel 1891 anche la figlia Mercy e il figlio Edwin contrassero la malattia, gli amici e i vicini della famiglia iniziarono a credere che uno dei membri della famiglia morti fosse un vampiro. Ciò era in accordo con le discussioni del contemporaneo folklore, che collegava le morti multiple in una famiglia all'attività dei non morti. La tubercolosi era una condizione poco conosciuta all'epoca e oggetto di molte superstizioni.
George Brown fu convinto a dare il permesso a riesumare i corpi dei suoi familiari. Gli abitanti del villaggio, il dottore locale e un giornalista riesumarono i corpi il 17 marzo 1892. I corpi di Mary e Mary Olive mostravano il livello atteso di decomposizione, quindi non si pensava fossero la causa della maledizione. Tuttavia, il cadavere di Mercy venne trovato intatto. A differenza degli altri due che erano invece ormai decomposti, aveva lo stomaco gonfio, sangue alla bocca e unghie e capelli cresciuti; inoltre al momento dell'apertura della bara emise un suono gutturale. Considerando che Mercy era deceduta da un paio di mesi, mentre la madre e la sorella erano morte qualche anno prima, tutto questo è ampiamente spiegabile col processo di decomposizione: la pelle, seccandosi, si ritira e fa apparire le unghie più lunghe, la decomposizione degli organi interni crea gas nella gabbia toracica che si gonfia facendo risalire i liquidi attraverso l'esofago. L'apertura della bara creò una differenza di pressione che fece fuoriuscire i gas presenti all'interno del corpo attraverso la bocca, creando il suono gutturale. Come la superstizione dell'epoca voleva, il padre di Mercy le ficcò un paletto nel petto, cuore e fegato di Mercy furono poi bruciati e le ceneri furono mescolate con acqua per creare un tonico che fu dato da bere a Edwin, come ultimo sforzo per fermare la maledizione e permettere al giovane di guarire. Ma il giovane morì due mesi dopo. Ciò che rimase del corpo di Mercy fu sepolto nel cimitero della Chiesa battista di Exeter.

## Cultura di massa
Il caso di Mercy Brown è stato l'ispirazione per il racconto di Caitlín R. Kiernan So Runs the World Away, che fa esplicito riferimento alla vicenda. È stato anche suggerito dagli studiosi che Bram Stoker, l'autore del romanzo Dracula, fosse a conoscenza del caso Mercy Brown attraverso articoli di giornale e basando il personaggio del romanzo Lucy Westenra su di lei. È anche citato nel racconto La casa stregata di Howard Phillips Lovecraft. La storia di Mercy Brown è stata l'ispirazione per il romanzo per giovani adulti Mercy: The Last New England Vampire di Sarah L. Thomson. Un resoconto degli eventi raccontati dai restanti discendenti di Mercy è disponibile in Food for the Dead: On the Trail of New England's Vampires di Michael E. Bell. Al caso di Mercy Brown è ispirato il primo episodio di Lore - Antologia dell'orrore.